# 1924 في الولايات المتحدة
فيما يلي قوائم الأحداث التي وقعت خلال عام 1924 في الولايات المتحدة.

## سياسة

### تعيين في المنصب
- 1 يناير – رايت باتمان المدعي العام [الإنجليزية]‏.
- 7 أبريل – هارلان فيسك ستون نائب عام الولايات المتحدة.
- 22 نوفمبر – هوارد مسون غور وزير الزراعة في الولايات المتحدة.

### انتهاء فترة المنصب
- 1 يناير – تشارلز توبي عضو مجلس نواب نيوهامبشير.
- 1 يناير – رايت باتمان عضو مجلس نواب تكساس.
- 9 يناير – هاري فلود بيرد عضو مجلس ولاية فرجينيا.
- 6 أبريل – هاري م دورتي نائب عام الولايات المتحدة.
- 13 مايو – جون م. باركر حاكم لويزيانا [الإنجليزية]‏.

## أفلام
من الأفلام التي صدرت هذه السنة في الولايات المتحدة:
- 1 يناير – الطمع من إخراج إريك فون ستروهايم.
- 1 يناير – الملاح من إخراج دونالد كريسب، باستر كيتون.
- 1 يناير – لص بغداد من إخراج راؤل والش.

## كتب
من الكتب التي صدرت هذه السنة في الولايات المتحدة:
- 1 يناير – بيلي باد من تأليف هرمان ملفيل.

## مواليد

### يناير
- 1 يناير – تشارلي منغر
- 1 يناير – مارغريت هاربرت
- 8 يناير – هوك ديلون لاعب كرة سلة أمريكي.
- 11 يناير – سليم هاربو[1]
- 19 يناير – نيكولاس كولاسانتو[2]
- 21 يناير – ويليام هاثاوي سياسي أمريكي.
- 30 يناير – إيرني كالفرلي
- 30 يناير – دوروثي مالون ممثلة أمريكية.[3]
- 31 يناير – وليام براينت ممثل أمريكي.

### فبراير
- 11 فبراير – بادج باتي لاعب كرة مضرب من الولايات المتحدة.
- 17 فبراير – مارغريت ترومان[4]
- 19 فبراير – لي مارفين ممثل أمريكي.[5]
- 20 فبراير – جلوريا فاندربلت[6]
- 25 فبراير – نيلسون بوب لاعب كرة سلة أمريكي.[7]

### مارس
- 1 مارس – ديك سلايتون رائد فضاء أمريكي.[8]
- 2 مارس – ديفيد ساير
- 4 مارس – جاك باركينسون لاعب كرة سلة أمريكي.
- 4 مارس – كينيث أودونيل سياسي أمريكي.[9]
- 5 مارس – توم كيلي لاعب كرة سلة أمريكي.
- 6 مارس – وليام هيدجكوك وبستر[10]
- 19 مارس – كيث بروكنر فيزيائي أمريكي.[11]
- 23 مارس – رودني ميمز كوك، الأب سياسي أمريكي.
- 24 مارس – لويس أندروز ممثلة أمريكية.[12]
- 24 مارس – نورمان فيل ممثل أمريكي.[13]
- 25 مارس – روبرتس بلوسوم[14]
- 27 مارس – سارة فون[15]
- 31 مارس – ليو بوسكاليا[16]

### أبريل
- 1 أبريل – جورج بيك فيزيائي أمريكي.
- 2 أبريل – والاس سميث ملاكم من الولايات المتحدة الأمريكية.
- 3 أبريل – مارلون براندو ممثل سينمائي وتلفزيوني ومسرحي أمريكي.[17]
- 7 أبريل – آرت بوريس لاعب كرة سلة أمريكي.
- 14 أبريل – فلويد دن مهندس من الولايات المتحدة الأمريكية.[18]
- 16 أبريل – هنري مانشيني[19]
- 17 أبريل – دونالد ريتشي كاتب أمريكي.[20]
- 25 أبريل – بول كوك
- 26 أبريل – هارولد بلوم جاك[21]

### مايو
- 3 مايو – إيسادور سينغر رياضياتي أمريكي.[22]
- 6 مايو – باتريشيا كينيدي لوفورد[23]
- 11 مايو – ليو بارنهورست لاعب كرة سلة أمريكي.
- 16 مايو – كارين جونسون بويد
- 23 مايو – جاك كولمان لاعب كرة سلة أمريكي.
- 25 مايو – ديفيد اتلس[24]
- 25 مايو – مارشال ألين موسيقي أمريكي.
- 31 مايو – باتريشيا روبرتس هاريس[25]

### يونيو
- 1 يونيو – ويليام كوفين، الابن قس من الولايات المتحدة الأمريكية.
- 5 يونيو – جيفري شو
- 6 يونيو – جورج مارفن واتسون سياسي من الولايات المتحدة الأمريكية.[26]
- 8 يونيو – ديفيد بينس فيزيائي أمريكي.[27]
- 9 يونيو – إد فرحات مصارع محترف من الولايات المتحدة الأمريكية.
- 12 يونيو – جورج بوش الأب رئيس الولايات المتحدة الأمريكية الحادي و الأربعين.[28]
- 14 يونيو – برنار كوين
- 18 يونيو – جورج ميكان[29]
- 20 يونيو – تشيت أتكينز[30]
- 25 يونيو – سيدني لوميت[31]
- 26 يونيو – ريتشارد بول[32]
- 27 يونيو – إد بيترسون لاعب كرة سلة أمريكي.
- 28 يونيو – بيتر توماس ممثل صوتي من الولايات المتحدة الأمريكية.
- 30 يونيو – جيمس روبنسون ثيولوجي من الولايات المتحدة الأمريكية.[33]

### يوليو
- 4 يوليو – إيفا ماري سانت ممثلة أمريكية.[34]
- 4 يوليو – تشينك كروسين لاعب كرة سلة من الولايات المتحدة الأمريكية.
- 6 يوليو – روبرت مايكل وايت رائد فضاء أمريكي.[35]
- 8 يوليو – روبرت ميريت شانوك[36]
- 10 يوليو – جوني باخ[37]
- 14 يوليو – فال افيري ممثل أمريكي.[38]
- 16 يوليو – بيس مايرسون[39]
- 19 يوليو – بات هنغل[40]
- 19 يوليو – ستانلي ك هاثاواي سياسي أمريكي.[41]
- 20 يوليو – روبرت مورير
- 20 يوليو – لولا ألبريت[42]
- 23 يوليو – إنغرام اولكين رياضياتي أمريكي.[43]
- 25 يوليو – آيك بورسافاج لاعب كرة سلة أمريكي.
- 29 يوليو – جون جودارد
- 29 يوليو – داليا السوداء[44]
- 31 يوليو – جيرالدين دويل عارضة من الولايات المتحدة الأمريكية.[45]

### أغسطس
- 1 أغسطس – جيمي دويل ملاكم من الولايات المتحدة الأمريكية.
- 2 أغسطس – جو هارنيل ملحن أمريكي.[46]
- 2 أغسطس – جيمس بالدوين[47]
- 4 أغسطس – بول نويل لاعب كرة سلة أمريكي.
- 8 أغسطس – ستان مياسيك لاعب كرة سلة أمريكي.
- 15 أغسطس – فيليس شلافلي[48]
- 23 أغسطس – روبرت سولو عالم اقتصاد أمريكي.[49]
- 24 أغسطس – ريتشارد كاوثورن ستار عالم نبات من الولايات المتحدة الأمريكية.[50]
- 31 أغسطس – بادي هاكيت[51]

### سبتمبر
- 3 سبتمبر – والت كيرك
- 7 سبتمبر – دانيال إينوي سياسي أمريكي.[52]
- 8 سبتمبر – غريس ميتاليوس كاتبة أمريكية.[53]
- 8 سبتمبر – ماري كلير كيركلاند سياسية كندية.
- 18سبتمبر – ج.د تيبيت ضابط شرطة .
- 13 سبتمبر – سكوت برادي ممثل أمريكي.[54]
- 13 سبتمبر – نورمان ألدن[55]
- 16 سبتمبر – لورين باكال[56]
- 22 سبتمبر – لوريل فان دير وال
- 30 سبتمبر – ترومان كابوتي مؤلف أمريكي.[57]

### أكتوبر
- 1 أكتوبر – جيمي كارتر سياسي أمريكي.[58]
- 1 أكتوبر – وليام رينكويست
- 3 أكتوبر – هارفي كورتزمان[59]
- 9 أكتوبر – أرني ريزن لاعب كرة سلة أمريكي.[60]
- 10 أكتوبر – إد وود[61]
- 11 أكتوبر – مال ويتفيلد[62]
- 20 أكتوبر – رجل المظلة
- 25 أكتوبر – بيلي بارتي ممثل أمريكي.[63]
- 29 أكتوبر – هال هاسكينز لاعب كرة سلة أمريكي.
- 30 أكتوبر – جاك أوبوشون ممثل أمريكي.[64]

### نوفمبر
- 1 نوفمبر – جيف ريتشاردز[65]
- 8 نوفمبر – جو فلين ممثل أمريكي.[66]
- 10 نوفمبر – راسيل جونسون[67]
- 13 نوفمبر – سارة جاكسون فنانة أمريكية.[68]
- 14 نوفمبر – مارفين وولفغانغ[69]
- 15 نوفمبر – ستانلي هيلر مهندس من الولايات المتحدة الأمريكية.[70]
- 22 نوفمبر – جيرالدين بيج ممثلة أمريكية.[71]
- 22 نوفمبر – روبرت يونغ مخرج أفلام أمريكي.[72]
- 29 نوفمبر – رالف جيمس ممثل من الولايات المتحدة الأمريكية.
- 30 نوفمبر – شيرلي تشيشولم سياسية أمريكية.[73]

### ديسمبر
- 2 ديسمبر – ألكسندر هيغ سياسي أمريكي.[74]
- 3 ديسمبر – جون باكوس[75]
- 4 ديسمبر – فرانك بريس[76]
- 11 ديسمبر – تشارلز باتشمان[77]
- 12 ديسمبر – إد كوخ سياسي أمريكي.[78]
- 13 ديسمبر – روبرت كوغان ممثل أمريكي.[79]
- 23 ديسمبر – بوب كورلاند[80]
- 27 ديسمبر – جين بارتيك[81]
- 30 ديسمبر – جاك تينغل لاعب كرة سلة أمريكي.

## وفيات

### يناير
- 24 يناير – توماس أم. والر (مواليد 1839) سياسي أمريكي.

### فبراير
- 3 فبراير – وودرو ويلسون (مواليد 1856) سياسي أمريكي.[82]
- 5 فبراير – جوزيف مال كاري (مواليد 1845) سياسي أمريكي.[83]

### مارس
- 10 مارس – شيستر هاردي الدريتش (مواليد 1862) سياسي أمريكي.

### أبريل
- 10 أبريل – تشارلز هنري ديتريش (مواليد 1853) سياسي أمريكي.[84]
- 14 أبريل – لويس سوليفان (مواليد 1856) مهندس معماري أمريكي.[85]
- 20 أبريل – كارولين إنغلز (مواليد 1839)[86]
- 24 أبريل – غرانفيل ستانلي هال (مواليد 1846) عالم نفس أمريكي.[87]
- 25 أبريل – ادوين إل. نوريس (مواليد 1865) سياسي أمريكي.[88]
- 29 أبريل – إرنست فوكس نيكولز (مواليد 1869)[89]
- 29 أبريل – ديفيد باترسون داير (مواليد 1838) سياسي أمريكي.[90]

### مايو
- 12 مايو – ويليام جيمس بيل (مواليد 1833) عالم نبات أمريكي.[91]

### يونيو
- 8 يونيو – صموئيل ب أفيس (مواليد 1872) سياسي أمريكي.[92]
- 9 يونيو – لوك كريغ (مواليد 1860) سياسي أمريكي.[93]
- 29 يونيو – روبرت سيمبسون وودوارد (مواليد 1849)[94]

### أغسطس
- 16 أغسطس – وليام روبرت سميث (مواليد 1863) سياسي أمريكي.[95]
- 18 أغسطس – يبارون برادفورد كولت (مواليد 1846) سياسي أمريكي.[96]

### سبتمبر
- 1 سبتمبر – صموئيل بالدوين ماركس يونغ (مواليد 1840) ضابط من الولايات المتحدة الأمريكية.[97]

### أكتوبر
- 25 أكتوبر – هنري كانتويل والاس (مواليد 1866)[98]

### نوفمبر
- 21 نوفمبر – فلورنسا هاردينغ (مواليد 1860) سياسية من الولايات المتحدة الأمريكية.[99]
- 23 نوفمبر – هنري أوغسطس ميدلتون سميث (مواليد 1853)
- 28 نوفمبر – اميل هنري لاكومب (مواليد 1846) قاضي من الولايات المتحدة الأمريكية.

### ديسمبر
- 16 ديسمبر – روبرت موريس الصفحة (مواليد 1853) سياسي أمريكي.[100]